# 贾法·皮萨瓦里

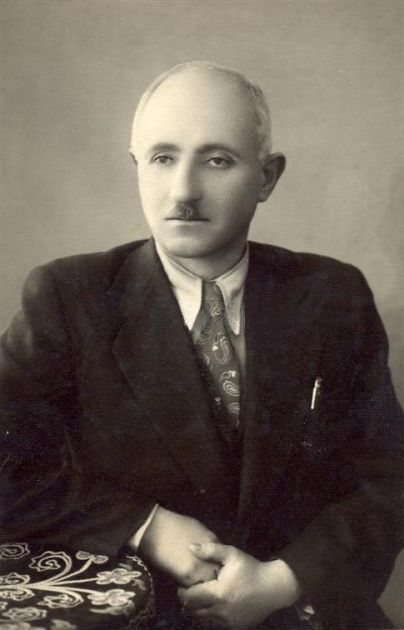
贾法·皮萨瓦里

贾法·皮萨瓦里（1893年—1947年）伊朗阿塞拜疆共产主义政治家，生于阿尔达比勒省哈勒哈勒。曾参加正义党、伊朗共产党。1945年9月3日，在大不里士建立阿塞拜疆民主党；同年11月20日，阿塞拜疆人民政府成立，他任主席。1947年，在苏联阿塞拜疆巴库去世。